# Lepanto
Lèpanto (in greco Ναύπακτος?, Nàfpaktos, Nàupaktos) è una frazione del comune di Nafpaktia, in Grecia Occidentale.
Fu teatro dell'omonima battaglia navale del 1571 tra la flotta ottomana e la Lega Santa.
Il nome della località deriva dal greco antico ναῦς (nàus = «nave») e πήγνυμι (pégnümi = «costruisco»), che richiama una leggenda secondo la quale nel 1104 a.C. alcune tribù elleniche avrebbero costruito delle navi per passare sulla sponda opposta del golfo di Corinto.
Comune autonomo fino a tutto il 2010, fu soppresso a gennaio 2011 in attuazione del piano di riforma e razionalizzazione amministrativa nel Paese noto come Programma Callicrate.
Al momento della sua soppressione come comune, il più recente rilevamento demografico della popolazione di Lepanto (2001) registrava 18 231 abitanti.

## Storia
A seguito delle guerre persiane, Atene se ne impossessò stabilendovi tra il 456 e il 455 a.C. gli esiliati della terza guerra messenica.
Durante la guerra del Peloponneso (431-404) funse da base navale ateniese prima di essere ripresa dagli spartani.
In seguito, sotto Filippo II di Macedonia, Lepanto fece parte dell'Etolia e poi, sotto i Romani, della Locride. Nel 553 d.C. fu gravemente danneggiata da un terremoto.
Nel IX secolo la città fu la capitale del thema di Nicopoli e sede di un metropolita ecclesiastico.
La città passò poi alla Repubblica di Venezia, che la munì di possenti fortificazioni, che le permisero di resistere nel 1477 a un esercito ottomano di 30 000 uomini.
Nel 1499 tuttavia le truppe di Bayezid II riuscirono a prendere la città.
Nelle acque di Lepanto si svolse nel 1571 la celebre battaglia tra le flotte ottomana e veneziana, ma la città rimase ancora agli ottomani per più di due secoli salvo una breve parentesi veneziana (1687-1701) ai tempi della guerra di Morea.
Ancora, nella primavera del 1603 fu brevemente in mano ai cavalieri di Malta (Presa di Lepanto), ma fu solo nel 1829 che fu definitivamente tolta alla sovranità ottomana per passare alla Grecia da poco indipendente.

## Il castello di Lepanto
Il castello di Lepanto, di cui il porto fa parte, venne costruito dai greci antichi e poi ampliato e ammodernato dai Veneziani e Fiorentini.
Oggi è l'unico in Europa con cinque zone di difesa.
Il porto ospita le feste di Pasqua e le commemorazioni della battaglia.

## Lepanto oggi
Oggi la città è un importante centro turistico greco. Rimane il centro dell'economia per la parte occidentale della regione di Akarnania-Etolia, ed ha forti connessioni economiche con Patrasso. Nel 2005 vi si sono stabilite due sedi dell'università tecnica di Missolungi.

## Località di Lepanto
- Afroxylia
  - Ano Afroxylia
  - Kato Afroxylia
- Dafni
  - Kato Dafni
- Lygia
- Mamoulada
  - Kato Mamoulada
- Nafpaktos
- Neokastro
- Paliampela
- Palaiochoraki
  - Mikro Palaiochoraki
- Pitsineika o Pitsinaiika
- Kastraki
- Sykia
- Rigani
- Diasello
- Poros
- Skala
- Velvina
- Vlachomandra
- Gefyra Bania
- Sfikeika o Sfikaaika
- Vomvokos
- Agios Vasileios
- Lefka Vomvolous
- Marmara
- Xiropigadio

## Luoghi d'interesse nei dintorni
- Antirrio
- Patrasso
- Ano Hora: città capitale delle montagne lepantine (sud)
- katafygio
- Eupalio

## Popolazione
| Anno | Popolazione del capoluogo | Cambiamento      | Popolazione Comunale |
| ---- | ------------------------- | ---------------- | -------------------- |
| 1981 | 9 012                     | -                | -                    |
| 1991 | 10 854                    | +1 842 o +20,44% | 15 045               |
| 2001 | 12 924                    | +2 070 o +16,02% | 18 231               |

## Comunicazioni principali
- Lepanto RTV su sky e hd
- Nafpaktos TV White chicks

## Amministrazione

### Gemellaggi
- Marino

## Galleria d'immagini

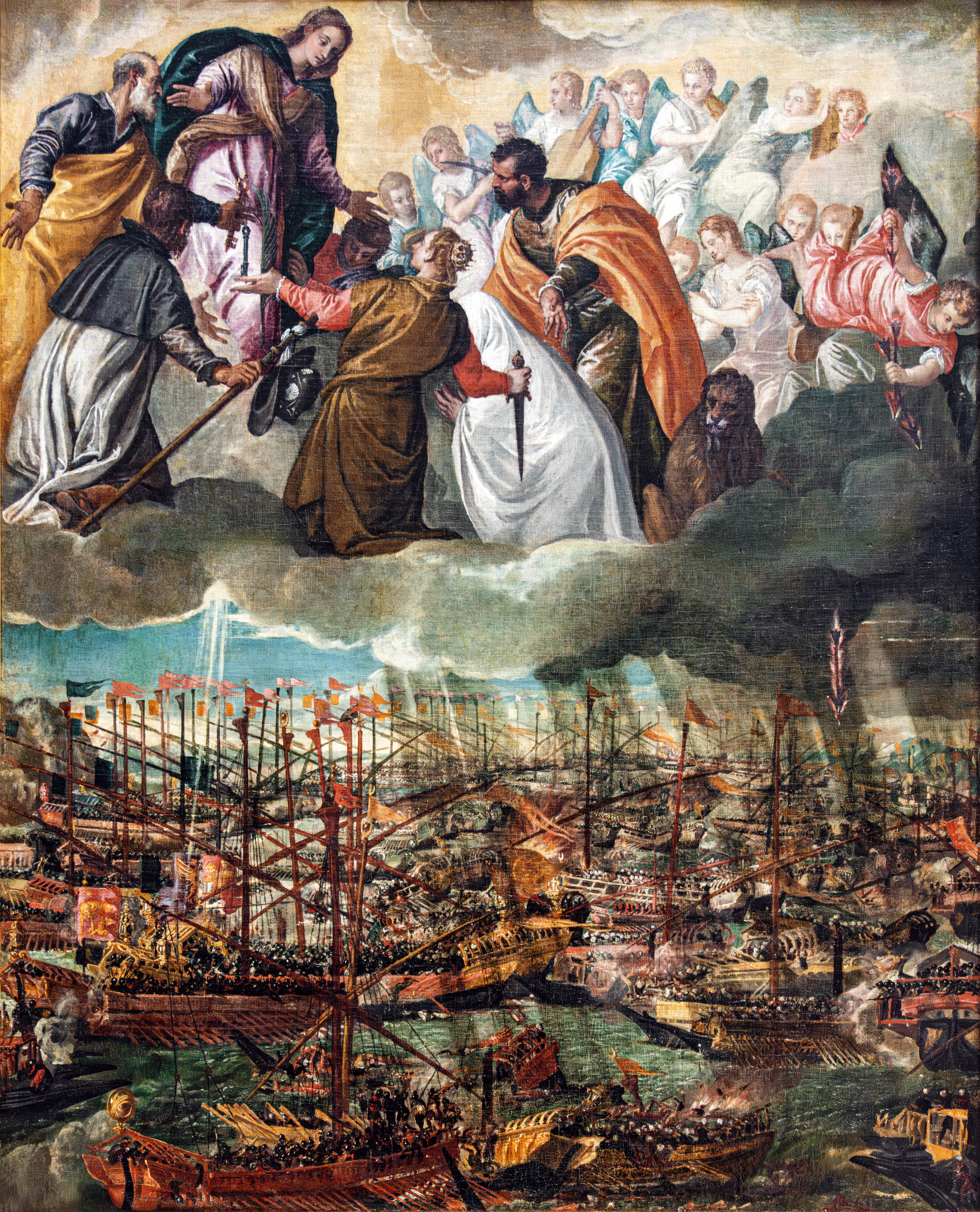
La battaglia di Lepanto di Paolo Veronese.
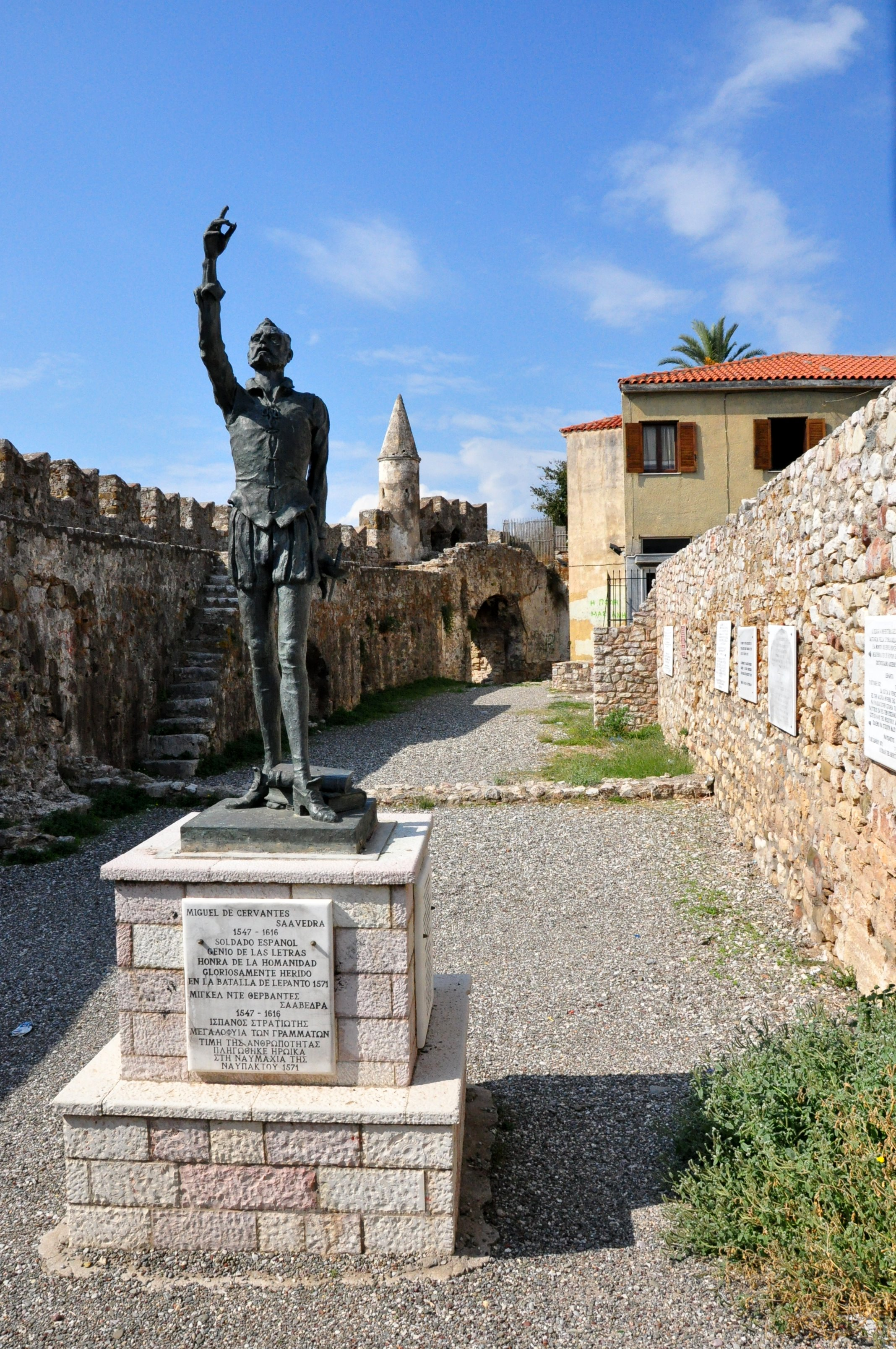
La statua di Miguel de Cervantes combattente nella battaglia di Lepanto
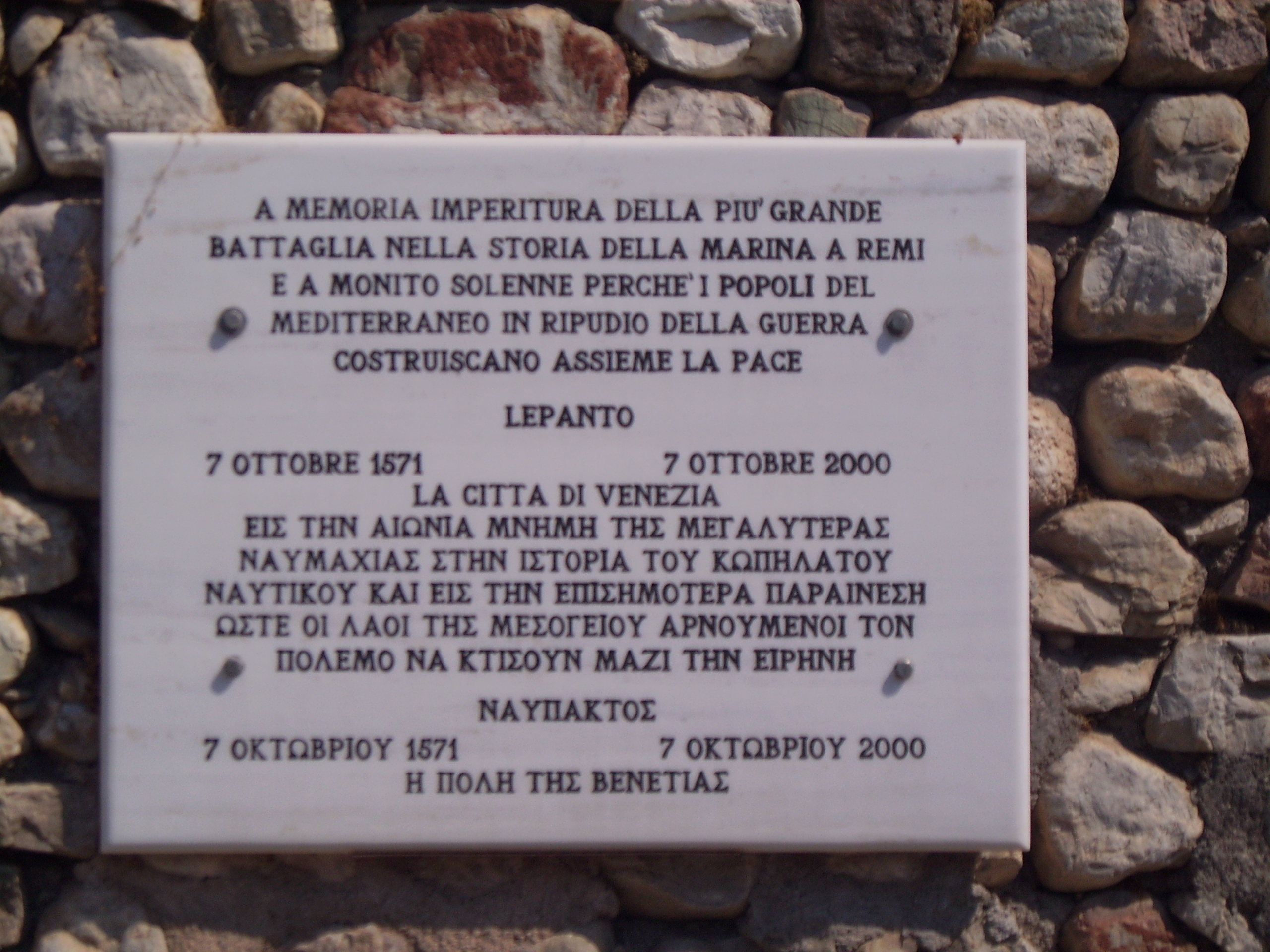
Lapide commemorativa della battaglia
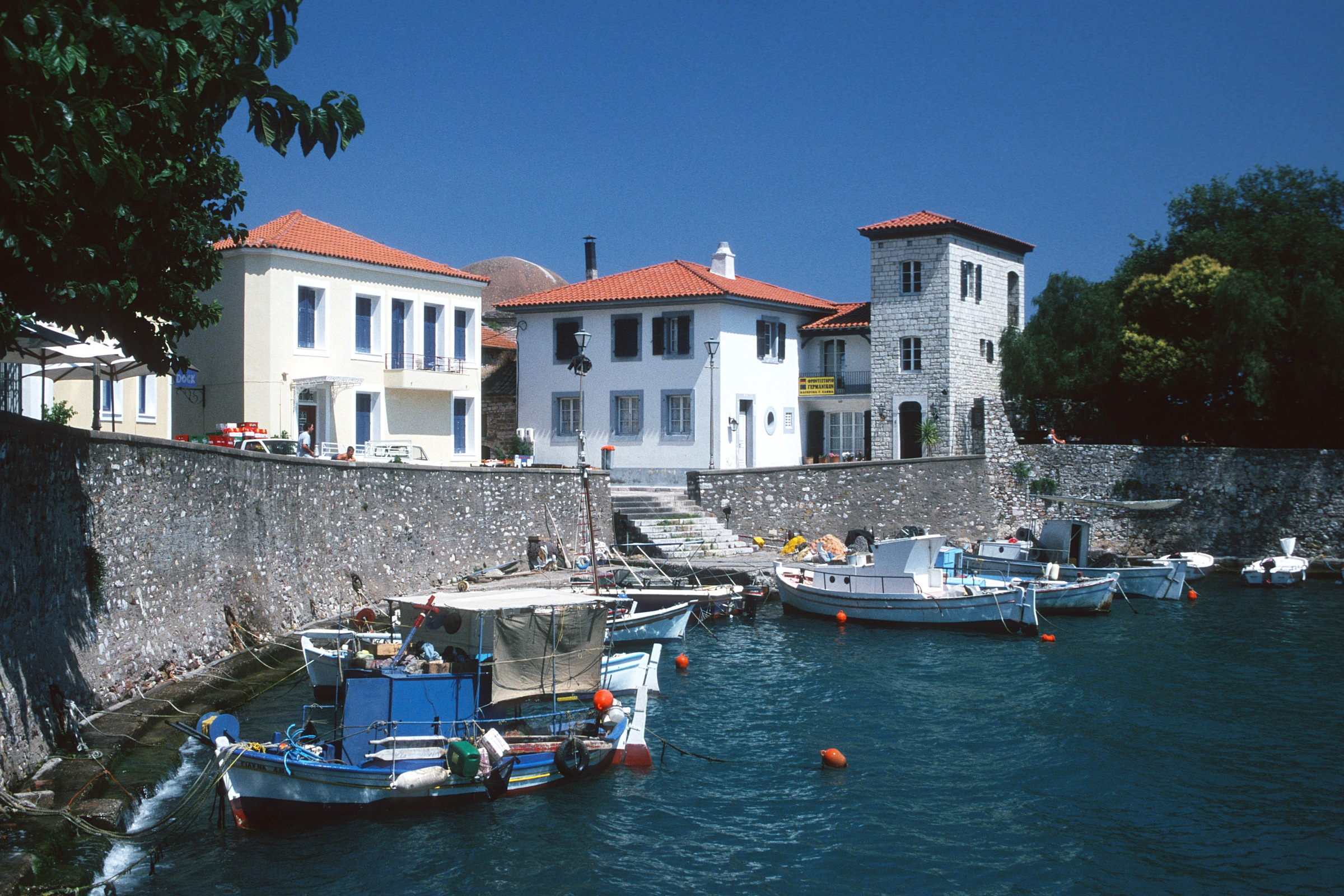
Il porto vecchio
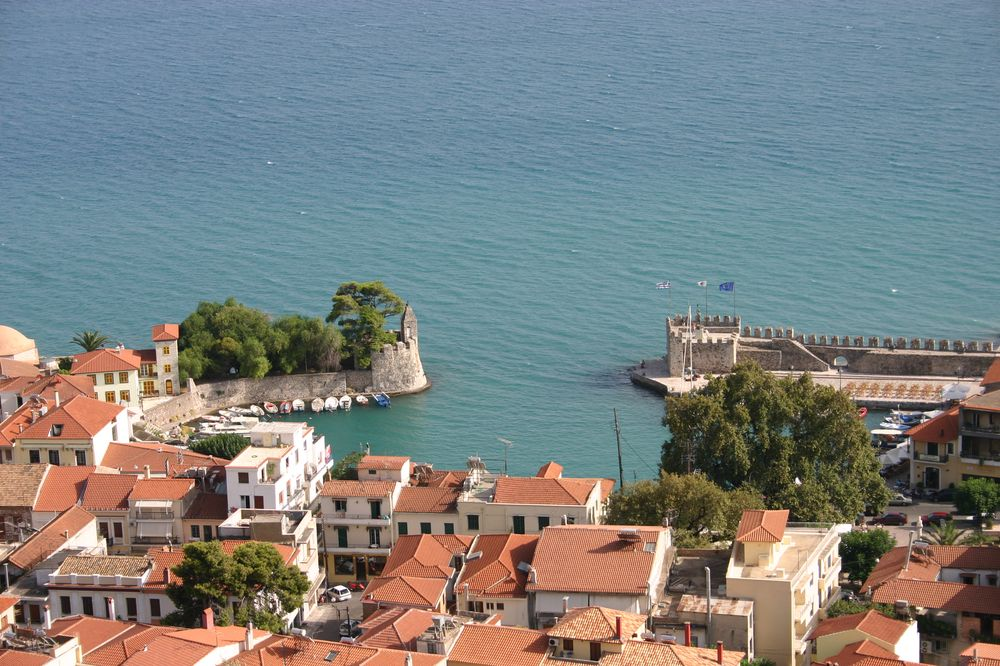
Il porto di Lepanto